# BHFF
BHFF，是一种有机化合物，GABAB受体的正向别构调节剂。在动物研究中展现了抗焦虑效应，有较好的口服生物学活性